# Bucksturm
Le Bucksturm (anciennement appelé le Bocksturm) est une structure historique classée à Osnabrück, en Allemagne.
La tour semi-circulaire, construite au début du XIIIe siècle, est une tour de guet positionnée sur l'enceinte de la ville d'Osnabrück entre les Portes Heger Tor et Natruper Tor. Cette section particulière du mur était appelée le Bocksmauer. La tour - dont le diamètre est de 10,7 mètres - aurait pris son nom d’une pierre représentant une tête de chevreuil enfoncée dans le mur du dernier étage, disparu.
Sur la base d'embrasures relativement étroites, on peut raisonnablement supposer que l'utilisation de canons n'a jamais été prévue, mais plutôt celle d'armes plus petites. Au Moyen Âge, la prison de la ville était dans la tour. Un des prisonniers fut le comte Simon de Lippe au début du XIVe siècle. De 1441 à 1448, Johann von Hoya a été détenu dans le « Johanniskasten » (la boîte de Johann) au deuxième étage. D'autres prisonniers furent six prêtres anabaptistes envoyés à Osnabrück depuis Münster, transférés ensuite au Bennoturm du château d'Iburg les 18-19 octobre 1534. Lors des chasses aux sorcières des XVIe et XVIIe siècles, la tour fut utilisée comme chambre de torture. Aujourd'hui, elle abrite une exposition sur la chasse aux sorcières, mais les instruments de torture ne sont plus visibles alors qu'ils existaient encore au début du XXe siècle. La tour mesurait à l'origine 28 mètres de haut, mais en raison de son délabrement, dix mètres ont été détruits en 1805, ne laissant plus que quatre étages.
En 1922, un monument aux morts en l'honneur des soldats du 78e régiment d'infanterie, est érigé sur le côté ouest de la tour. Le mémorial est du sculpteur Hermann Hosaeus (1875-1958). Fabriqué en pierre d'Anröchte (une pierre calcaire), il fut inauguré le 1er octobre 1922.